# Танака, Риэ
Риэ Танака (яп. 田中 理恵 Танака Риэ) — японская сэйю и певица. Родилась 3 января 1979 года в г. Саппоро, Хоккайдо, Япония. Прозвище — «Риэ-Риэ» (りえりえ). Работает в компании Retreat.

## Биография
В школе Танака была членом книжного кружка и часто по утрам, перед приходом учителя читала вслух другим детям. Она также рассказывала детям истории в форме традиционного японского представления с картинками «Камисибай» (紙芝居). Детям нравились эти представления, и учителя её хвалили и (как Танака позже рассказывала в передаче «Гёку-Сэйю: тэки Кё: то» (極・声優的京都)), это послужило одной из причин того, что она захотела стать сэйю.
Окончив школу, она переехала в Токио и поступила в «Институт анимации Ёёги» (代々木アニメーション学院). Как Танака рассказывала в той же передаче, поскольку она очень любила детей, она поначалу колебалась, учиться ли ей на воспитательницу детского сада или на сэйю. Но в конечном итоге выбрала всё же сэйю, решив, что таким образом она сможет быть полезной гораздо большему числу детей. Ещё во время обучения она проходила прослушивания в фирмах MediaWorks и Scitron, и даже получила за свой вокал гран-при. Её дебют в качестве певицы состоялся с песней «Друзья навеки» (永遠の親友), которая вышла в составе альбома (с песнями из компьютерной игры) 悠久幻想曲 2nd Album. Примерно в то же время она дебютировала и в качестве сэйю; это была незначительная роль в аниме-фильме Rurouni Kenshin.
Закончив обучение, Танака поступила в одну из фирм сэйю — dramatic department. Её первой значительной ролью стала роль Санады Мицуки в аниме Dual! Parallel Trouble Adventure, вышедшем в 1999 году. В апреле 2008 года она перешла из фирмы dramatic department в фирму Retreat.
Поначалу она в основном играла тихих спокойных девочек, но потом ей стали чаще доставаться роли взрослых женщин, нередко злодеек, как, например, Суйгинто из Rozen Maiden. Из других сэйю ей чаще всего доводилось играть с такими актёрами, как Мэгуми Тоёгути, Сакура Ногава, Миюки Савасиро, Кикуко Иноуэ, Хоко Кувасима, Томокадзу Сэки, Кэнъити Судзумура, Такэхито Коясу и Кониси Кацуюки.
Она также продолжает выступать как певица и выпустила целый ряд альбомов, синглов, а также дисков с песнями из аниме. При этом она сотрудничает с компанией Victor Entertainment.
Согласно официальному сайту Танаки, к её любимым занятиям относятся кино, музыка, иллюстрации. Любимые фильмы: «Побег из Шоушенка», «Блондинка в законе», «Ноттинг Хилл».　Её любимая фраза, фактически жизненный девиз: «Не терять надежду, не бежать, не сдаваться» (яп. めげない・逃げない・諦めない мэгэнай нигэнай акирамэнай).
Её официальный фан-клуб называется Cafe de Rie.
17 июня 2012 года вышла замуж за Коити Ямадэру. В июле 2018 года стало известно, что пара развелась.

## Озвученные роли

### ТВ-аниме
Ведущие роли выделены жирным шрифтом
1998 год
- Dokkiri Doctor (Акико)

1999 год
- Dual! Parallel Trouble Adventure (Мицуки Санада)
- Kochira Katsushika-ku Kameari Kouen Mae Hashutsujo (воспитатель детского сада, Флора-химэ)
- Kyorochan (Маю-тян)
- Shinhakkenden (Юми)
- Steel Angel Kurumi (Саки)
- Wild Arms: Twilight Venom (Матюра)

2000 год
- Detective Conan (Юмэми Нода)
- «Gravitation: Парни со сцены» (Аяка Усами)
- Miami Guns (Какэн Мусумэ)
- «Крутой учитель Онидзука» (Аканэ Фудзита)

2001 год
- Hanaukyo Maid Team (Мариэль)
- Otogi Story Tenshi no Shippo (золотая рыбка Ран)
- Sadamitsu the Destroyer (Яёй Камисиро)
- Steel Angel Kurumi 2 (Саки)

2002 год
- .hack//SIGN (Моргана)
- Mobile Suit Gundam SEED (Lacus Clyne)
- Rizelmine (Кёко Ятигуса)
- UFO Princess Valkyrie (Санада-сан)
- «Адзуманга» (Коёми Мидзухара)
- «Чобиты» (Чии/Эльда, Фрэя)

2003 год
- Atashin'chi (Фубуки Харуяма)
- D.N.Angel (Сиробэ Товано)
- Otogi Story Tenshi no Shippo Chu! (золотая рыбка Ран)
- Stellvia (Акира Каяма)
- «UFO Ultramaiden Valkyrie Декабрьский ноктюрн» (Санада-сан)
- «Стальная тревога? Фумоффу» (Рэн Микихара)

2004 год
- Burn Up Scramble (Мацури Тамагава)
- Hanaukyo Maid Team La Verite (Мариэль)
- Mobile Suit Gundam SEED Destiny (Лакус Клайн, Меер Кэмпбелл)
- Ring ni Kakero (Кику Таканэ)
- Rozen Maiden (Суйгинто)
- Yu-Gi-Oh! (Вивиан Ван)
- «Ангелы смерти» (Сэй)

2005 год
- Hell Girl (Аканэ Саваи)
- Futari wa Pretty Cure (Хикари Кудзё)
- Mai-Otome (Маргарита Томоэ)
- Rozen Maiden Träumend (Суйгинто)

2006 год
- Air Gear (Симка)
- Hataraki Man (Хироко Мацуката)
- Pokemon Advanced Series (Саари)
- Ray the Animation (Каори)
- Reborn! (Бианки)
- Red Garden (Лула)
- Ring ni Kakero Nichibei Kessen Hen (Кику Таканэ)
- Rozen Maiden ouvertüre (Суйгинто)
- Shounen Onmyouji (Тэнъицу)
- Strain: Strategic Armored Infantry (Изабелла)
- The Good Witch of the West (Реандора Тибайатто)
- The Third (Фира Марку)

2007 год
- Hayate no gotoku! (Мария)
- Higurashi no Naku Koro ni (Номура)
- Fist of the Blue Sky (Софи)
- Kimi kiss pure rouge (Эрико Футами)
- Mononoke (Сино)
- Moonlight Mile (Риёко Икэути)
- Soreike! Anpanman (Сукэру-тян)

2008 год
- Akaneiro ni Somaru Saka (Мицуки Сиина)
- Alison series (Раури)
- Kimi ga Aruji de Shitsuji ga Ore de (Куки Агэха)
- Macross Frontier (Моника Ланг)
- Rental Magica (Кикё Кацураги)
- RIN ~Daughters of Mnemosyne~ (Саяра Яманобэ)
- Strike Witches (Минна-Дитлинд Вильке)
- The Tower of Druaga: The Aegis of Uruk (Исита)
- Toshokan Sensou (Мати Орэкути)
- Wangan Midnight (Рикако Оота)
- Yozakura Quartet (Мариябелл)
- «Торадора!» (Юри Койгакубо)

2009 год
- Asura Cryin' (Куросаки Сюри)
- Dungeon Fighter Online (Хирия)
- Hatsukoi Limited (Мисаки Ямамото)
- Hayate no gotoku!! (Мария)
- Queen’s Blade (Никс)
- Sora o kakeru shoujo (Ксантиппа)
- Tears to Tiara (Октавия)

2010 год
- Arakawa Under the Bridge (Симадзаки)
- MM! (Митиру Онигавара)
- Shinryaku! Ika Musume (Тидзуру Айдзава)

2012 год
- Chōsoku Henkei Gyrozetter[англ.] (Руи Акана)
- Girls und Panzer (Махо Нисидзуми)

2013 год
- Hyperdimension Neptunia: The Animation (Нептун)
- RDG: Red Data Girl (Химэгами)
- Rozen Maiden ~Zurückspulen~ (Суйгинто)

2017 год
- Granblue Fantasy The Animation (Розетта)

2018 год
- High School DxD Hero (Эльша)
- «О моём перерождении в слизь» (Трейни)

2019 год
- Dr. Stone (Дарья Никитина)
- Strike Witches: 501 Butai Hasshin Shimasu! (Минна-Дитлинд Вильке)

2020 год
- Arte (София)
- Higurashi no Naku Koro ni Go (Номура)
- Dai 501 Tougou Sentou Koukuu Dan Strike Witches: Road to Berlin (Минна-Дитлинд Вильке)

2021 год
- «О моём перерождении в слизь» (Трейни)

### Видеоигры
2002 год
- Megaman Zero (Сиэль)[1]

2003 год
- Megaman Zero 2 (Сиэль)[1]

2005 год
- Megaman Zero 4 (Сиэль)[1]

2006 год
- Shin Megami Tensei: Persona 3 (Мицуру Киридзё)

2010 год
- Hyperdimension Neptunia (PS3) (Нептун)

2011 год
- Call of Duty: Modern Warfare 3 (японская версия) (AC-130 FCO)
- Hyperdimension Neptunia Mk2 (Нептун)
- Marvel vs. Capcom 3: Fate of Two Worlds (Морриган Энслэнд)
  - Ultimate Marvel vs. Capcom 3 (Морриган Энслэнд)

2012 год
- Hyperdimension Neptunia Victory (Нептун)
- Persona 4 Arena[англ.] (Мицуру Киридзё)
- Tales of Xillia 2 (Вера)

2013 год
- Fate/Extra CCC (Сессёин Киара)

2014 год
- Granblue Fantasy[англ.] (Розетта)
- Persona 4 Arena Ultimax[англ.] (Мицуру Киридзё)

2015 год
- Hyperdimension Neptunia Victory II (Нептун)

2018 год
- Girl X Battle 2 (Saint)

2017 год
- Honkai Impact 3rd (Мурата Химеко)

2020 год
- Genshin Impact (Лиза[2])
- Lord of heroes (Alev Valkarios)

2021 год
- Girls' Frontline (LTLX7000, ZB-26)

2023 год
- Honkai: Star Rail (Химэко)